# لا پورتا
لا پورتا (به فرانسوی: La Porta) یک کمون در فرانسه است که در Canton of Fiumalto-d'Ampugnani واقع شده‌است.

## خصوصیات
لا پورتا ۵٫۱۶ کیلومترمربع مساحت و ۲۴۶ نفر جمعیت دارد و ۵۲۰ متر بالاتر از سطح دریا واقع شده‌است.